# Oisy (Aisne)
Oisy é uma comuna francesa na região administrativa de Altos da França, no departamento de Aisne. Estende-se por uma área de 10,79 km². Em 2010 a comuna tinha 469 habitantes (densidade: 43,5 hab./km²).